# Família principesca monegasca

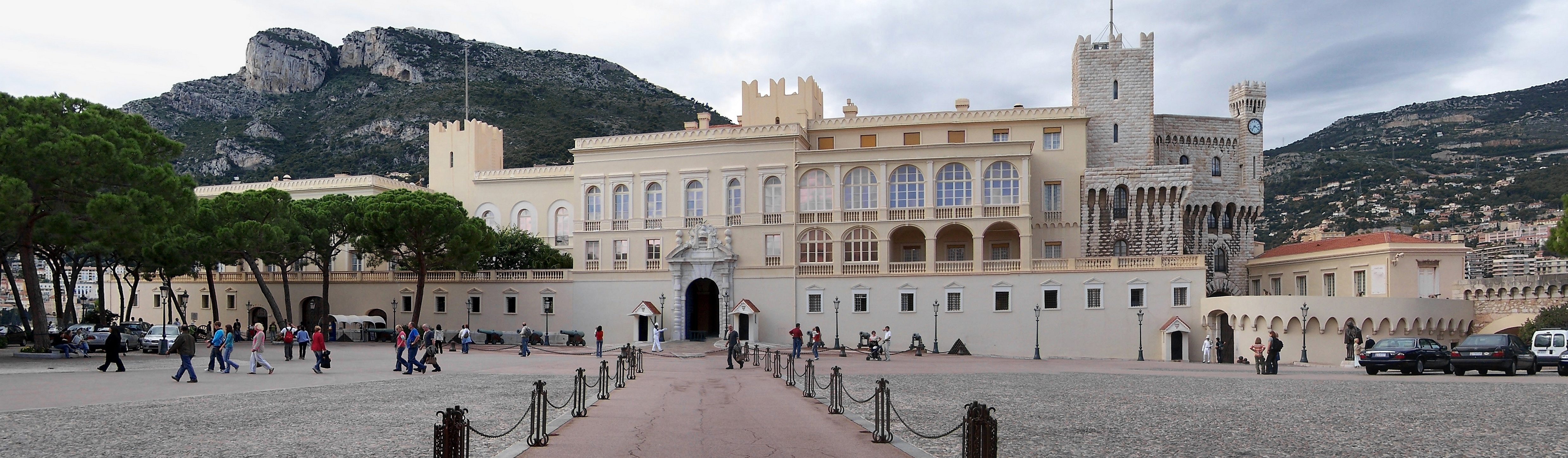
O palácio onde reside a família principesca monegasca

Família principesca monegasca é o conjunto de membros próximo do príncipe-soberano do Principado do Mónaco. A família principesca monegasca pertence à Casa de Grimaldi.
O atual soberano do principado e, portanto, chefe da Casa de Grimaldi, é Sua Alteza Sereníssima o príncipe Alberto II do Mónaco.

## Membros
- SAS o príncipe soberano Alberto II
SAS a princesa consorte Charlene (esposa de Alberto II)
  - SAS o príncipe herdeiro Jaime, Marquês de Baux
  - SAS a princesa Gabriela, Condessa de Carladès
- SAR a princesa Carolina, Princesa de Hanôver (irmã de Alberto II)
- SAS a princesa Estefânia (irmã de Alberto II)

#### Membros colaterais
- SAR o príncipe Ernesto Augusto V, Príncipe de Hanôver (terceiro marido da princesa Carolina, irmã de Alberto II)
  - André Casiraghi
Tatiana Casiraghi
    - Alexandre Casiraghi
    - Índia Casiraghi

  - Pedro Casiraghi
Beatriz Casiraghi
    - Stefano Casiraghi
    - Francisco Casiraghi

  - Carlota Rassam
Dimitri Rassam
    - Rafael Emaleh
    - Baltazar Rassam

  - SAR a princesa Alexandra de Hanôver
- Filhos da princesa Estefânia, irmã de Alberto II:
  - Luís Ducruet
Maria Ducruet
    - Vitória Ducruet
    - Constância Ducruet

  - Paulina Ducruet

Família da princesa Antonieta Baronesa de Massy, falecida tia de Alberto II:
- Cristiano, Barão de Massy (primo de Alberto II)
Cecília, Baronesa de Massy
  - Baronesa Letícia, Jonkvrouwe von Brouwer
Jonkheer Thomas von Brouwer
    - Jonkvrouwe Rosa von Brouwer
    - Jonkheer Silvestre von Brouwer
    - Jonkvrouwe Lila von Brouwer
    - Jonkvrouwe Hermínia von Brouwer

  - Barão Bryce Gabriel de Massy
  - Barão Antônio de Massy
- Filhos da baronesa Isabel-Ana Noghès de Massy, falecida prima de Alberto II:
  - Barão João Leonardo Taubert-Natta de Massy
Baronesa Suzane Taubert-Natta de Massy
    - Barão Melchior Taubert-Natta de Massy

  - Baronesa Melânia Antonieta Costelo de Massy
- Leon Leroy (viúvo da Baronesa Cristine-Alice Noghès de Massy, prima de Alberto II)
  - Barão Keith Sebastião Knecht de Massy
Baronesa Donatella Knecht de Massy
    - Baronesa Cristina Knecht de Massy
    - Baronesa Alexia Knecht de Massy
    - Baronesa Vitória Knecht de Massy
    - Barão André Knecht de Massy

## Família principesca desde 1900
- SAS o príncipe soberano Alberto I (1848-1922)
  - SAS o príncipe soberano Luís II (1870-1949)
    - SAS a princesa Carlota, Duquesa de Valentinois (1898-1977)
      - SAS a princesa Antonieta, Baronesa de Massy (1920-2011)
      - SAS o príncipe soberano Rainier III (1923-2005)
        - SAR a princesa Carolina, Princesa de Hanôver (1957-)
        - SAS o príncipe soberano Alberto II (1958-)
          - SAS o príncipe herdeiro Jaime, Marquês de Baux (2014-)
          - SAS a princesa Gabriela, Condessa de Carladès (2014-)

        - SAS a princesa Estefânia (1965-)

## Membros falecidos recentemente
- SAS o príncipe soberano Rainier III (pai do príncipe soberano, morto em 2005);
- SAS a princesa Antonieta, Baronesa de Massy (tia do príncipe soberano, morta em 2011);
- Baronesa Isabel-Ana Noghès de Massy (prima do príncipe soberano, morta em 2020)